# Eleição presidencial na Venezuela em 1993
A eleição presidencial venezuelana de 1993 foi realizada em 5 de dezembro e seus principais candidatos foram o ex-presidente Rafael Caldera, do Convergência Nacional (CN), o ex-prefeito de Libertador, Claudio Fermín, da Ação Democrática (AD), o ex-governador de Zúlia, Oswaldo Álvarez Paz, do Comitê de Organização Política Eleitoral Independente (COPEI), e o ex-governador de Bolívar, Andrés Velásquez, do Causa Radical (LCR).

## Antecedentes
Este pleito presidencial foi realizado meses após o impeachment do presidente Carlos Andrés Pérez, candidato da Ação Democrática (AD) eleito em 1988, acusado de fraude e peculato. Após sua deposição em 22 de maio de 1993, Ramón José Velásquez assumiu interinamente a presidência da Venezuela enquanto desenrolava-se a disputa política entre os candidatos.
A eleição em questão também ficou marcada por ter sido a primeira desde 1968 em que mais de 2 candidatos possuíam chances reais de vitória eleitoral, o que foi considerado pelos analistas políticos nacionais e estrangeiros como avanço do desgaste político experimentado pela AD e pelo COPEI, partidos majoritários que dominaram a política venezuelana ao estabelecerem, na prática, um bipartidarismo que vigorou desde assinatura do Pacto de Punto Fijo em 1958 até o fim da chamada Quarta República após a vitória de Hugo Chávez por maioria absoluta na eleição de 1998.

## Resultados Eleitorais
Em uma disputa bastante equilibrada entre as 4 principais candidaturas, o ex-presidente Rafael Caldera sagrou-se vencedor por maioria simples após obter 1 710 722 votos, o que correspondeu a 30,46% dos votos válidos, elegendo-se presidente da Venezuela para o período de 1994 a 1999. A participação do eleitorado venezuelano neste pleito presidencial foi ligeiramente superior à 60%.
| Candidatos              | Partidos e coalizões                                             | Votos     | %     |
| ----------------------- | ---------------------------------------------------------------- | --------- | ----- |
| Rafael Caldera          | Convergência Nacional                                            | 956 529   | 17,03 |
| Rafael Caldera          | Movimento ao Socialismo                                          | 595 042   | 10,59 |
| Rafael Caldera          | União Republicana Democrática                                    | 32 916    | 0,59  |
| Rafael Caldera          | Movimento Eleitoral do Povo                                      | 27 788    | 0,49  |
| Rafael Caldera          | Movimento de Integridade Nacional                                | 19 386    | 0,35  |
| Rafael Caldera          | Partido Comunista da Venezuela                                   | 19 330    | 0,34  |
| Rafael Caldera          | Frente Unida Nacionalista                                        | 10 308    | 0,18  |
| Rafael Caldera          | Organização Nacionalista Democrática Ativa                       | 8 863     | 0,16  |
| Rafael Caldera          | Ação Agropecuária                                                | 7 154     | 0,13  |
| Rafael Caldera          | Unidade pela Nova Alternativa                                    | 6 285     | 0,11  |
| Rafael Caldera          | O Povo no Poder                                                  | 4 445     | 0,08  |
| Rafael Caldera          | Avanço Popular                                                   | 4 434     | 0,08  |
| Rafael Caldera          | Frente de Integração Nacional                                    | 4 078     | 0,07  |
| Rafael Caldera          | União Patriótica                                                 | 4 039     | 0,07  |
| Rafael Caldera          | Integração Democrática de Altura                                 | 3 713     | 0,07  |
| Rafael Caldera          | Força de Ação Independiente                                      | 3 626     | 0,06  |
| Rafael Caldera          | Movimento Integral Democrático                                   | 2 786     | 0,05  |
| Rafael Caldera          | Total                                                            | 1 710 722 | 30,46 |
| Claudio Fermín          | Ação Democrática                                                 | 1 304 849 | 23,23 |
| Claudio Fermín          | Independentes pela Mudança                                       | 5 224     | 0,09  |
| Claudio Fermín          | Força Democrática Popular                                        | 3 992     | 0,07  |
| Claudio Fermín          | Integração Renovadora Eleitoral                                  | 3 776     | 0,07  |
| Claudio Fermín          | Fator Estabilizador                                              | 2 077     | 0,04  |
| Claudio Fermín          | Movimento de Organização Nacional com Honestidade Administrativa | 1 760     | 0,03  |
| Claudio Fermín          | Organização Nacionalista Independiente                           | 1 507     | 0,03  |
| Claudio Fermín          | Projeto Social                                                   | 1 236     | 0,02  |
| Claudio Fermín          | Nova República                                                   | 866       | 0,02  |
| Claudio Fermín          | Total                                                            | 1 335 287 | 23,60 |
| Oswaldo Álvarez Paz     | Comitê de Organização Política Eleitoral Independente            | 1 241 645 | 22,11 |
| Oswaldo Álvarez Paz     | Renovação                                                        | 10 583    | 0,19  |
| Oswaldo Álvarez Paz     | Voluntários                                                      | 6 624     | 0,12  |
| Oswaldo Álvarez Paz     | PAZ                                                              | 6 613     | 0,12  |
| Oswaldo Álvarez Paz     | Sentido Comum                                                    | 5 908     | 0,11  |
| Oswaldo Álvarez Paz     | Gente Emergente                                                  | 5 133     | 0,09  |
| Oswaldo Álvarez Paz     | Total                                                            | 1 276 506 | 22,73 |
| Andrés Velásquez        | Causa Radical                                                    | 1 232 653 | 21,95 |
| Demais candidatos       | Demais partidos                                                  | 71 531    | 1,27  |
| Votos válidos           | Votos válidos                                                    | 5 616 699 | 96,35 |
| Votos inválidos         | Votos inválidos                                                  | 212 517   | 3,65  |
| Total de votos          | Total de votos                                                   | 5 829 216 | 100   |
| Eleitorado apto a votar | Eleitorado apto a votar                                          | 9 688 795 | 60,16 |